# Baños de Alcantud
Los baños de Alcantud son un balneario del término municipal español de Alcantud, en la provincia de Cuenca.

## Historia
Se encuentran ubicados próximos al curso del río Guadiela. Aparecen descritos en el primer volumen del Diccionario geográfico-estadístico-histórico de España y sus posesiones de Ultramar de Pascual Madoz, en la entrada correspondiente a Alcantud, de la siguiente manera:

El r. Guadiela pasa por el E. en direccion tambien al S., y á sus márg. á dist. de unos 500 pasos de la pobl., se hallan los ant. baños que llevan su nombre, á la falda de un cerro poblado de pinos y carrascas, en sitio apacible y alegre: el agua sale hirviendo de un hoyo de bastante capacidad, y su porcion es del grueso de una pierna: la pila pequeña y enlosada, está al aire libre, de manera que no hay comodidad alguna para los bañistas, ni en esta parte, ni en lo relativo á edificios donde poder recogerse: las aguas se toman bien solas, bien en bebida y baño, ó embarrándose la parte afectada de la dolencia; y sus resultados son admirables, especialmente en los dolores reumáticos y afecciones herpéticas; el éxito de los baños es tambien felicísimo en las atonías, perlesías, obstrucciones, escrófulas, supresiones de orina y ménstruo, hemorroides, cálculos renales y vexicales, fluxiones de ojos, alferecías, convulsiones, vahidos y todo accidente de cabeza, hidropesias, dolores cólicos, hipocondria, histerismo, calenturas rebeldes sostenidas por lesion de algun órgano, escorbuto y toda enfermedad cutánea, y en otras muchas, en términos que ningun enfermo que acuda á este establecimiento con dolencias de las clases que hemos enumerado, sale de él sin haberse curado radicalmente, ó al menos mejorado mucho de ellas (1); así es que la fama de estos, baños y sus satisfactorios resultados, se estienden de dia en dia, habiendo concurrido á tomarlos en la temporada de 1844 mas de 800 personas. Hasta ahora la circunstancia de hallarse al descubierto; la falta de comodidades en aquel sitio, y sobre todo el carecer el establecimiento de director, ha sido causa de que muchos se retrajesen de ir á él á curarse; mas vencido ya este último inconveniente, el actual Director se propone superar los demás, y entonces será mucho mayor la concurrencia.
(Madoz, 1845, p. 406)

A fecha de 2019 se encontraban cerrados y en venta, si bien las instalaciones estaban en buen estado.